# Bebhionn (mjesec)
Bebhionn (također Saturn XXXVII) je prirodni satelit planeta Saturn. Vanjski nepravilni satelit iz galske grupe s oko 6 kilometara u promjeru i orbitalnim periodom od 2,25 godine.